# بطولة تونس للكرة الطائرة للرجال 2005-2006
بطولة تونس للكرة الطائرة للرجال 2005-2006 هو الموسم رقم 51 من بطولة تونس للكرة الطائرة للرجال.

فاز بهذا الموسم النجم الرياضي الساحلي.

## روابط خارجية
- الموقع الرسمي للجامعة التونسية للكرة الطائرة.